# بوب كارتر (عازف جاز)
بوب كارتر (بالإنجليزية: Bob Carter)‏ هو عازف جاز أمريكي، ولد في 11 فبراير 1922 في نيو هيفن في الولايات المتحدة، وتوفي في 1 أغسطس 1993 في هونولولو في الولايات المتحدة.

## وصلات خارجية
- بوب كارتر على موقع ميوزك برينز (الإنجليزية)
- بوب كارتر على موقع أول ميوزيك (الإنجليزية)
- بوب كارتر على موقع ديسكوغز (الإنجليزية)